# Emma Leonard
Pour les articles homonymes, voir Leonard.
Emma Leonard, née le 31 mai 1984 à Brisbane (Australie), est une actrice australienne.

## Filmographie
- Dogstar, dans le rôle de Lincoln (26 épisodes, 2007)
- Blue Heelers, dans le rôle de Beth Garland (3 épisodes, 2001-2006)
- Coups de génie (Wicked Science), dans le rôle de Verity McGrayer (2003-2006)
- All Saints, dans le rôle de Ruth Geyer (1 épisode, 2005)